# 日本バスケットボールオペレーションズ
株式会社日本バスケットボールオペレーションズは、日本バスケットボールリーグ（JBL）の関連法人である。略称はJBO。代表取締役社長はJBL専務理事でもある吉田長寿。

## 概要
- 2007年の新生JBL発足に当たり、それまで地方バスケットボール協会が保持していたリーグ公式戦の興行権のうちプロチームなど一部を除いた分についてJBLに譲渡された。それを扱う関連企業としてJBOが創立され、リーグ公式戦にかかるチケット販売などを担う。
- 一方で、JBLのみならず国内で行われる日本代表の試合についての興行権も持つ場合がある。
- 2011年、経営不振に陥りチーム運営が困難になっていたレラカムイ北海道の運営会社「ファンタジア・エンタテインメント」がJBLより除名処分を受けたため、その後を引き継ぎシーズン終了までチームを暫定的に運営する。シーズン終了後、チームは新たな母体に引き継がれ、レバンガ北海道として再出発した。
- 2013年にJBLはナショナルバスケットボールリーグ（NBL）に転換されたが、NBLでは全チームに自主興行を義務付けたため、JBOは活動を停止した。

## JBOが興行権を持つチーム
- 北海道バスケットボールクラブ（旧レラカムイ北海道運営会社除名処分後の運営を担当）
- 日立サンロッカーズ
- トヨタ自動車アルバルク
- アイシンシーホース
- 東芝ブレイブサンダース（初年度のみ）
- パナソニックトライアンズ（同上）